# Banja Vrućica
Banja Vrućica (en serbe cyrillique : Бања Врућица) est un village de Bosnie-Herzégovine. Il est situé dans la municipalité de Teslić et dans la république serbe de Bosnie. Selon les premiers résultats du recensement bosnien de 2013, il compte 2 413 habitants.
Banja Vrućica est une station thermale où l'on soigne les maladies cardio-vasculaires.

## Géographie

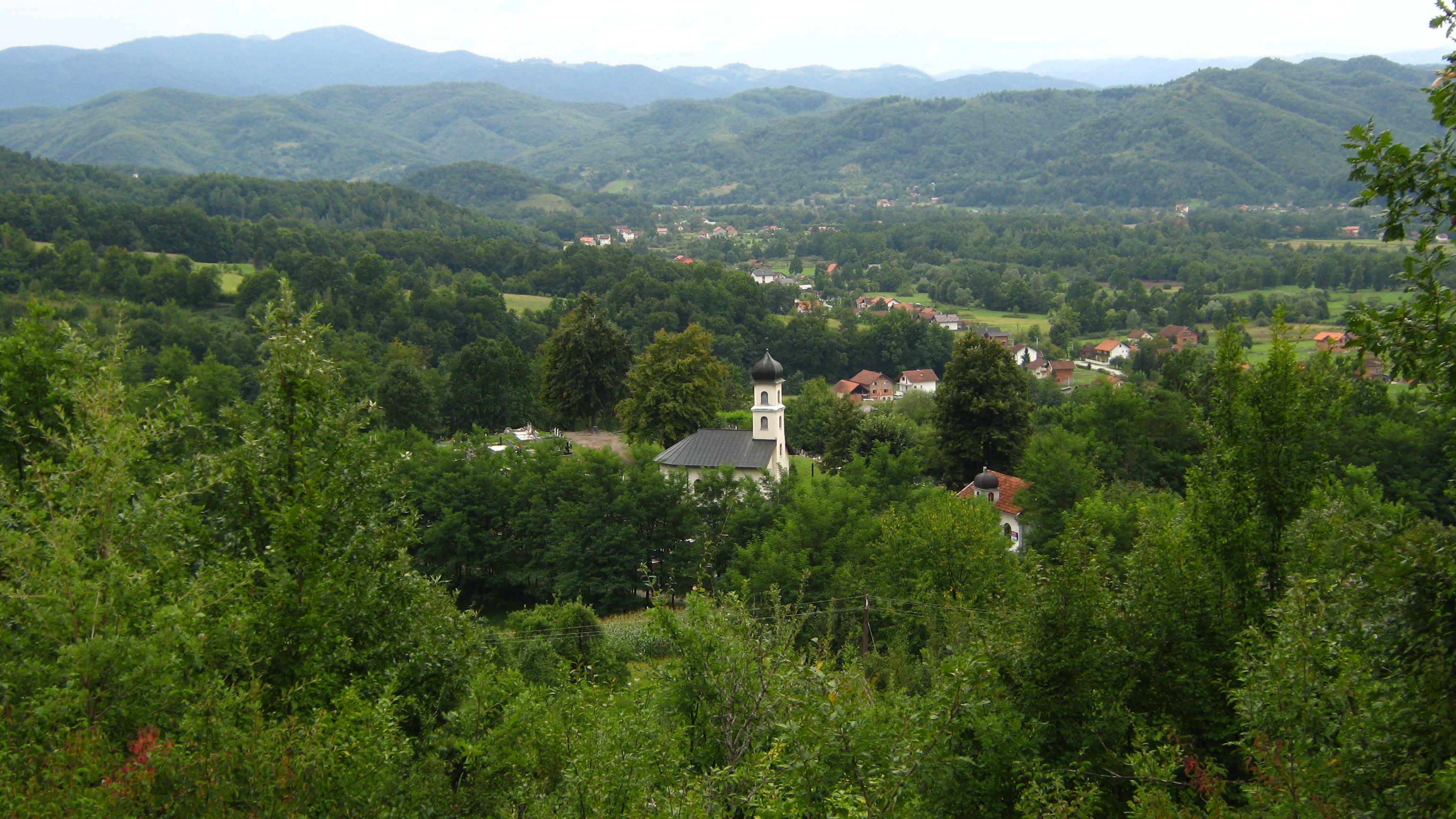
Vue générale de Banja Vrućica

## Histoire

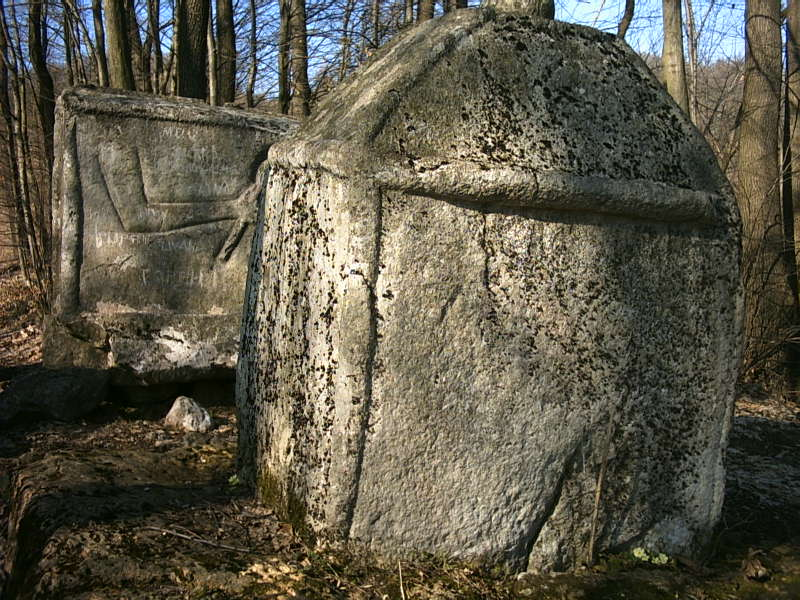
Les stećci du voïvode Momčilo à Vrućica

## Thermalisme

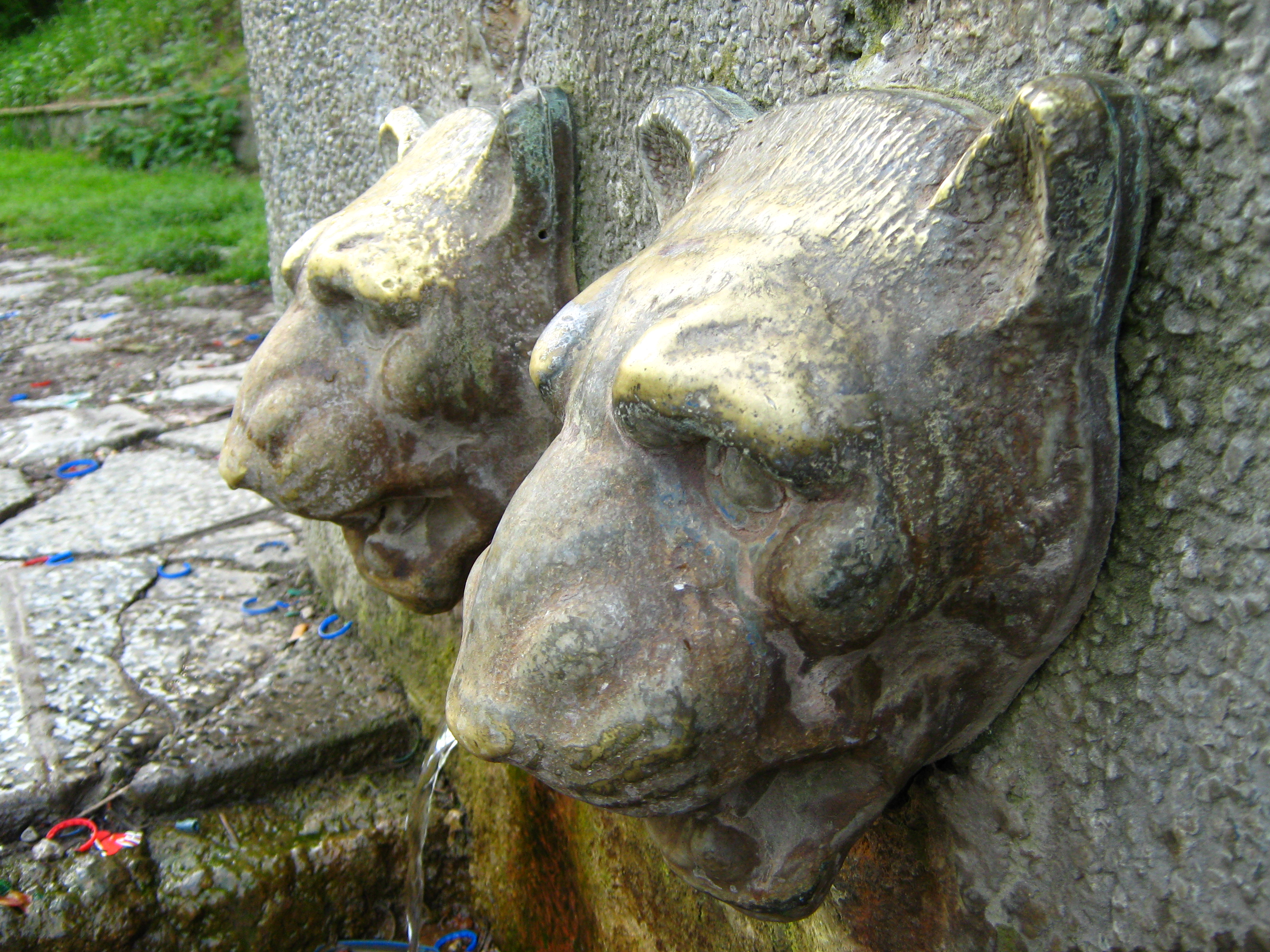
Source thermale

## Démographie

### Évolution historique de la population dans la localité
| 1948 | 1953 | 1961 | 1971  | 1981  | 1991  | 2013  |
| ---- | ---- | ---- | ----- | ----- | ----- | ----- |
| -    | -    | -    | 2 335 | 2 753 | 2 637 | 2 413 |

|  |